# Sándor Bíró
Sándor Bíró (en húngaro: Bíró Sándor, nacido como Sándor Bier; Füzesabony, Imperio austrohúngaro, 9 de agosto de 1911-Budapest, 7 de octubre de 1988) fue un jugador y entrenador de fútbol húngaro. En su etapa como jugador profesional se desempeñaba como defensa.

## Selección nacional
Fue internacional con la selección de fútbol de Hungría en 54 ocasiones. Formó parte de la selección subcampeona de la Copa del Mundo de 1938.

### Participaciones en Copas del Mundo
| Mundial                        | Sede    | Resultado        | Partidos | Goles |
| ------------------------------ | ------- | ---------------- | -------- | ----- |
| Copa Mundial de Fútbol de 1934 | Italia  | Cuartos de final | 0        | 0     |
| Copa Mundial de Fútbol de 1938 | Francia | Subcampeón       | 4        | 0     |

## Clubes

### Como jugador
| Club              | País    | Año       |
| ----------------- | ------- | --------- |
| III. Kerületi TVE | Hungría | 1927-1935 |
| MTK Hungária FC   | Hungría | 1935-1940 |
| BKV Előre SC      | Hungría | 1940-1942 |
| Újpest FC         | Hungría | 1942-1945 |
| MTK Hungária FC   | Hungría | 1945-1948 |
| III. Kerületi TVE | Hungría | 1948-1949 |

### Como entrenador
| Club                  | País    | Año    |
| --------------------- | ------- | ------ |
| VIII. Kerületi Petőfi | Hungría | 1947-? |
| Mechanikai Labor      | Hungría | 1961   |

## Palmarés

### Campeonatos nacionales
| Título              | Club              | País    | Año  |
| ------------------- | ----------------- | ------- | ---- |
| Copa de Hungría     | III. Kerületi TVE | Hungría | 1931 |
| Nemzeti Bajnokság I | MTK Hungária FC   | Hungría | 1936 |
| Nemzeti Bajnokság I | MTK Hungária FC   | Hungría | 1937 |

### Distinciones individuales
| Distinción                    | Año  |
| ----------------------------- | ---- |
| Futbolista del año en Hungría | 1940 |